# Campeonato de Primera División B 1963 (Argentina)
El Campeonato de Primera División B 1963 fue la trigésima temporada de la categoría, que era la segunda división del fútbol argentino. Esta temporada marcó la incorporación de A.C.I.A. ascendido de la Primera C, de Ferro Carril Oeste y Quilmes, descendidos desde la Primera División.
El torneo entregó solo un ascenso, mientras que se dispuso que un equipo perdería la categoría, aunque al final de la temporada los descensos quedaron suspendidos. El único ascenso fue para el campeón, que debió definirse en un cuadrangular de desempate ya que cuatro equipos quedaron igualados en la primera ubicación de la tabla de posiciones.
El campeón fue Ferro Carril Oeste, que se consagró campeón con mucha holgura en el desempate, al ganar sus tres partidos. Asimismo, también se dictaminó el ascenso de Newell's Old Boys, para que desista en el reclamo que había iniciado tras ser privado del campeonato en el torneo de 1961, que había prosperado en la Justicia. De esta manera, el elenco de Caballito retornó rápidamente a la máxima categoría del fútbol argentino, ya que venía de descender de dicha divisional, mientras que el conjunto de Rosario volvió a la Primera División luego de disputar tres temporadas consecutivas en la Segunda División, a la que hasta el momento nunca ha retornado.
Además, al suspenderse los descensos el equipo beneficiado fue Tigre, que había finalizado en la última ubicación de la tabla de promedios.

## Ascensos y descensos
| Promedios | Descendidos de la Primera B 1962 |
| --------- | -------------------------------- |
| 16.º      | All Boys                         |
| 17.º      | Almagro                          |
| 18.º      | Excursionistas                   |

| Posición | Ascendido de la Primera C 1962 |
| -------- | ------------------------------ |
| 1.º      | A.C.I.A.                       |

| Posición | Ascendido a la Primera División 1963 |
| -------- | ------------------------------------ |
| 1.º      | Banfield                             |

| Promedios | Descendidos de la Primera División 1962 |
| --------- | --------------------------------------- |
| 14.º      | Ferro Carril Oeste                      |
| 15.º      | Quilmes                                 |

- De esta manera, el número de equipos se redujo a 17

## Formato
Los diecisiete equipos participantes disputaron un torneo de 34 fechas todos contra todos.

### Ascensos
El equipo con más puntos fue el campeón, obteniendo el único ascenso directo a la Primera División.

### Descensos
Se elaboró una tabla de promedios, teniendo en cuenta las temporadas 1961, 1962 y 1963. El equipo que finalizara en el último lugar de la tabla perdería la categoría. Sin embargo, al final de la temporada los descensos fueron suspendidos.

## Equipos participantes
| Equipo              | Ciudad          |
| ------------------- | --------------- |
| A.C.I.A             | Buenos Aires    |
| Central Córdoba (R) | Rosario         |
| Deportivo Español   | Buenos Aires    |
| Deportivo Morón     | Morón           |
| Dock Sud            | Dock Sud        |
| Ferro Carril Oeste  | Buenos Aires    |
| Lanús               | Lanús           |
| Los Andes           | Lomas de Zamora |
| Newell’s Old Boys   | Rosario         |
| Nueva Chicago       | Buenos Aires    |
| Platense            | Buenos Aires    |
| Quilmes             | Quilmes         |
| San Telmo           | Isla Maciel     |
| Sarmiento (J)       | Junín           |
| Temperley           | Temperley       |
| Tigre               | Victoria        |
| Unión               | Santa Fe        |

| 1. |

### Distribución geográfica de los equipos
| Región                                   | Cant. | Equipos                                                                            |
| ---------------------------------------- | ----- | ---------------------------------------------------------------------------------- |
| Conurbano bonaerense                     | 8     | Deportivo Morón, Dock Sud, Lanús, Los Andes, Quilmes, San Telmo, Temperley y Tigre |
| Ciudad de Buenos Aires                   | 5     | A.C.I.A., Deportivo Español, Ferro Carril Oeste, Nueva Chicago y Platense          |
| Provincia de Santa Fe                    | 3     | Central Córdoba (R), Newell’s Old Boys y Unión                                     |
| Interior de la provincia de Buenos Aires | 1     | Sarmiento (J)                                                                      |

## Tabla de posiciones
| Pos. | Equipo              | Pts. | PJ | PG | PE | PP | GF | GC | Dif. |
| ---- | ------------------- | ---- | -- | -- | -- | -- | -- | -- | ---- |
| 1.º  | Ferro Carril Oeste  | 42   | 32 | 18 | 6  | 8  | 64 | 29 | 35   |
| 2.º  | Unión               | 42   | 32 | 18 | 6  | 8  | 63 | 37 | 26   |
| 3.º  | Sarmiento (J)       | 42   | 32 | 15 | 12 | 5  | 46 | 28 | 18   |
| 4.º  | San Telmo           | 42   | 32 | 18 | 6  | 8  | 57 | 41 | 16   |
| 5.º  | Platense            | 37   | 32 | 16 | 5  | 11 | 68 | 45 | 23   |
| 6.º  | Newell’s Old Boys   | 36   | 32 | 15 | 6  | 11 | 59 | 56 | 3    |
| 7.º  | Deportivo Español   | 35   | 32 | 12 | 11 | 9  | 56 | 43 | 13   |
| 8.º  | Temperley           | 35   | 32 | 14 | 7  | 11 | 58 | 46 | 12   |
| 9.º  | Deportivo Morón     | 31   | 32 | 11 | 9  | 12 | 63 | 53 | 10   |
| 10.º | Lanús               | 30   | 32 | 11 | 8  | 13 | 44 | 49 | −5   |
| 11.º | A.C.I.A             | 28   | 32 | 9  | 10 | 13 | 56 | 60 | −4   |
| 12.º | Los Andes           | 28   | 32 | 11 | 6  | 15 | 44 | 54 | −10  |
| 13.º | Quilmes             | 28   | 32 | 11 | 6  | 15 | 44 | 61 | −17  |
| 14.º | Nueva Chicago       | 26   | 32 | 10 | 6  | 16 | 54 | 67 | −13  |
| 15.º | Central Córdoba (R) | 24   | 32 | 9  | 6  | 17 | 37 | 60 | −23  |
| 16.º | Dock Sud            | 23   | 32 | 9  | 5  | 18 | 49 | 96 | −47  |
| 17.º | Tigre               | 15   | 32 | 3  | 9  | 20 | 43 | 80 | −37  |

|  | Disputaron un desempate para definir al campeón del torneo. |

## Resultados
Primera Rueda
| Fecha 1            | Fecha 1   | Fecha 1             | Fecha 1            | Fecha 1     | Fecha 1 |
| Local              | Resultado | Visitante           | Estadio            | Fecha       |         |
| ------------------ | --------- | ------------------- | ------------------ | ----------- | ------- |
| Quilmes            | 2 - 0     | San Telmo           | Quilmes            | 17 de marzo |         |
| Sportivo Dock Sud  | 3 - 2     | Lanús               | Sportivo Dock Sud  | 17 de marzo |         |
| Tigre              | 2 - 3     | Central Córdoba (R) | Tigre              | 17 de marzo |         |
| Deportivo Español  | 2 - 0     | Sarmiento           | Huracán            | 17 de marzo |         |
| Ferro Carril Oeste | 1 - 1     | Deportivo Italiano  | Ferro Carril Oeste | 17 de marzo |         |
| Unión              | 4 - 0     | Nueva Chicago       | Unión              | 17 de marzo |         |
| Newell's Old Boys  | 2 - 1     | Platense            | Newell's Old Boys  | 17 de marzo |         |
| Los Andes          | 1 - 1     | Deportivo Morón     | Los Andes          | 17 de marzo |         |
| Libre: Temperley   |           |                     |                    |             |         |

| Fecha 2             | Fecha 2   | Fecha 2            | Fecha 2             | Fecha 2     | Fecha 2 |
| Local               | Resultado | Visitante          | Estadio             | Fecha       |         |
| ------------------- | --------- | ------------------ | ------------------- | ----------- | ------- |
| San Telmo           | 2 - 1     | Newell's Old Boys  | San Telmo           | 23 de marzo |         |
| Platense            | 3 - 0     | Unión              | Platense            | 23 de marzo |         |
| Nueva Chicago       | 1 - 2     | Ferro Carril Oeste | Nueva Chicago       | 23 de marzo |         |
| Deportivo Italiano  | 2 - 2     | Deportivo Español  | Ferro Carril Oeste  | 23 de marzo |         |
| Central Córdoba (R) | 2 - 1     | Sportivo Dock Sud  | Central Córdoba (R) | 23 de marzo |         |
| Lanús               | 2 - 1     | Temperley          | Lanús               | 23 de marzo |         |
| Deportivo Morón     | 4 - 1     | Quilmes            | Deportivo Morón     | 23 de marzo |         |
| Sarmiento           | 1 - 1     | Tigre              | Sarmiento           | 24 de marzo |         |
| Libre: Los Andes    |           |                    |                     |             |         |

| Fecha 3            | Fecha 3   | Fecha 3             | Fecha 3            | Fecha 3     | Fecha 3 |
| Local              | Resultado | Visitante           | Estadio            | Fecha       |         |
| ------------------ | --------- | ------------------- | ------------------ | ----------- | ------- |
| Ferro Carril Oeste | 3 - 1     | Platense            | Ferro Carril Oeste | 30 de marzo |         |
| Deportivo Español  | 2 - 1     | Nueva Chicago       | Huracán            | 30 de marzo |         |
| Tigre              | 1 - 1     | Deportivo Italiano  | Tigre              | 30 de marzo |         |
| Sportivo Dock Sud  | 4 - 1     | Sarmiento           | Sportivo Dock Sud  | 30 de marzo |         |
| Temperley          | 2 - 1     | Central Córdoba (R) | Temperley          | 30 de marzo |         |
| Quilmes            | 2 - 0     | Los Andes           | Quilmes            | 30 de marzo |         |
| Newell's Old Boys  | 2 - 4     | Deportivo Morón     | Newell's Old Boys  | 30 de marzo |         |
| Unión              | 3 - 2     | San Telmo           | Unión              | 31 de marzo |         |
| Libre: Lanús       |           |                     |                    |             |         |

| Fecha 4             | Fecha 4   | Fecha 4            | Fecha 4             | Fecha 4    | Fecha 4 |
| Local               | Resultado | Visitante          | Estadio             | Fecha      |         |
| ------------------- | --------- | ------------------ | ------------------- | ---------- | ------- |
| San Telmo           | 1 - 1     | Ferro Carril Oeste | San Telmo           | 6 de abril |         |
| Platense            | 2 - 1     | Deportivo Español  | Platense            | 6 de abril |         |
| Nueva Chicago       | 3 - 2     | Tigre              | Nueva Chicago       | 6 de abril |         |
| Deportivo Italiano  | 6 - 2     | Sportivo Dock Sud  | Ferro Carril Oeste  | 6 de abril |         |
| Central Córdoba (R) | 2 - 1     | Lanús              | Central Córdoba (R) | 6 de abril |         |
| Los Andes           | 1 - 1     | Newell's Old Boys  | Los Andes           | 6 de abril |         |
| Deportivo Morón     | 5 - 4     | Unión              | Deportivo Morón     | 6 de abril |         |
| Sarmiento           | 2 - 1     | Temperley          | Sarmiento           | 7 de abril |         |
| Libre: Quilmes      |           |                    |                     |            |         |

| Fecha 5                    | Fecha 5   | Fecha 5            | Fecha 5            | Fecha 5     | Fecha 5 |
| Local                      | Resultado | Visitante          | Estadio            | Fecha       |         |
| -------------------------- | --------- | ------------------ | ------------------ | ----------- | ------- |
| Lanús                      | 0 - 0     | Sarmiento          | Lanús              | 13 de abril |         |
| Temperley                  | 1 - 1     | Deportivo Italiano | Temperley          | 13 de abril |         |
| Sportivo Dock Sud          | 1 - 1     | Nueva Chicago      | Sportivo Dock Sud  | 13 de abril |         |
| Tigre                      | 2 - 2     | Platense           | Tigre              | 13 de abril |         |
| Deportivo Español          | 3 - 3     | San Telmo          | Huracán            | 13 de abril |         |
| Ferro Carril Oeste         | 1 - 0     | Deportivo Morón    | Ferro Carril Oeste | 13 de abril |         |
| Newell's Old Boys          | 4 - 2     | Quilmes            | Newell's Old Boys  | 13 de abril |         |
| Unión                      | 3 - 0     | Los Andes          | Unión              | 14 de abril |         |
| Libre: Central Córdoba (R) |           |                    |                    |             |         |

| Fecha 6                  | Fecha 6   | Fecha 6             | Fecha 6            | Fecha 6     | Fecha 6 |
| Local                    | Resultado | Visitante           | Estadio            | Fecha       |         |
| ------------------------ | --------- | ------------------- | ------------------ | ----------- | ------- |
| Quilmes                  | 2 - 1     | Unión               | Quilmes            | 20 de abril |         |
| Los Andes                | 0 - 1     | Ferro Carril Oeste  | Los Andes          | 20 de abril |         |
| Deportivo Morón          | 2 - 1     | Deportivo Español   | Deportivo Morón    | 20 de abril |         |
| San Telmo                | 5 - 1     | Tigre               | San Telmo          | 20 de abril |         |
| Platense                 | 6 - 0     | Sportivo Dock Sud   | Platense           | 20 de abril |         |
| Nueva Chicago            | 1 - 4     | Temperley           | Nueva Chicago      | 20 de abril |         |
| Deportivo Italiano       | 5 - 1     | Lanús               | Ferro Carril Oeste | 20 de abril |         |
| Sarmiento                | 2 - 1     | Central Córdoba (R) | Sarmiento          | 21 de abril |         |
| Libre: Newell's Old Boys |           |                     |                    |             |         |

| Fecha 7             | Fecha 7   | Fecha 7            | Fecha 7             | Fecha 7     | Fecha 7 |
| Local               | Resultado | Visitante          | Estadio             | Fecha       |         |
| ------------------- | --------- | ------------------ | ------------------- | ----------- | ------- |
| Central Córdoba (R) | 1 - 1     | Deportivo Italiano | Central Córdoba (R) | 27 de abril |         |
| Lanús               | 2 - 2     | Nueva Chicago      | Lanús               | 27 de abril |         |
| Temperley           | 2 - 3     | Platense           | Temperley           | 27 de abril |         |
| Sportivo Dock Sud   | 0 - 0     | San Telmo          | Sportivo Dock Sud   | 27 de abril |         |
| Deportivo Español   | 1 - 1     | Los Andes          | Huracán             | 27 de abril |         |
| Ferro Carril Oeste  | 4 - 1     | Quilmes            | Ferro Carril Oeste  | 27 de abril |         |
| Unión               | 4 - 2     | Newell's Old Boys  | Unión               | 28 de abril |         |
| Tigre               | 0 - 1     | Deportivo Morón    | Tigre               | 1 de mayo   |         |
| Libre: Sarmiento    |           |                    |                     |             |         |

| Fecha 8            | Fecha 8   | Fecha 8             | Fecha 8            | Fecha 8   | Fecha 8 |
| Local              | Resultado | Visitante           | Estadio            | Fecha     |         |
| ------------------ | --------- | ------------------- | ------------------ | --------- | ------- |
| Newell's Old Boys  | 3 - 2     | Ferro Carril Oeste  | Newell's Old Boys  | 4 de mayo |         |
| Quilmes            | 2 - 2     | Deportivo Español   | Quilmes            | 4 de mayo |         |
| Los Andes          | 3 - 1     | Tigre               | Los Andes          | 4 de mayo |         |
| Deportivo Morón    | 6 - 0     | Sportivo Dock Sud   | Deportivo Morón    | 4 de mayo |         |
| San Telmo          | 4 - 1     | Temperley           | San Telmo          | 4 de mayo |         |
| Platense           | 2 - 0     | Lanús               | Platense           | 4 de mayo |         |
| Nueva Chicago      | 0 - 3     | Central Córdoba (R) | Nueva Chicago      | 4 de mayo |         |
| Deportivo Italiano | 1 - 2     | Sarmiento           | Ferro Carril Oeste | 4 de mayo |         |
| Libre: Unión       |           |                     |                    |           |         |

| Fecha 9                   | Fecha 9   | Fecha 9           | Fecha 9             | Fecha 9    | Fecha 9 |
| Local                     | Resultado | Visitante         | Estadio             | Fecha      |         |
| ------------------------- | --------- | ----------------- | ------------------- | ---------- | ------- |
| Central Córdoba (R)       | 1 - 1     | Platense          | Central Córdoba (R) | 11 de mayo |         |
| Lanús                     | 1 - 1     | San Telmo         | Lanús               | 11 de mayo |         |
| Temperley                 | 3 - 1     | Deportivo Morón   | Temperley           | 11 de mayo |         |
| Sportivo Dock Sud         | 1 - 4     | Los Andes         | Sportivo Dock Sud   | 11 de mayo |         |
| Tigre                     | 2 - 2     | Quilmes           | Tigre               | 11 de mayo |         |
| Deportivo Español         | 3 - 2     | Newell's Old Boys | Huracán             | 11 de mayo |         |
| Ferro Carril Oeste        | 3 - 0     | Unión             | Ferro Carril Oeste  | 11 de mayo |         |
| Sarmiento                 | 3 - 1     | Nueva Chicago     | Sarmiento           | 12 de mayo |         |
| Libre: Deportivo Italiano |           |                   |                     |            |         |

| Fecha 10                  | Fecha 10  | Fecha 10            | Fecha 10          | Fecha 10   | Fecha 10 |
| Local                     | Resultado | Visitante           | Estadio           | Fecha      |          |
| ------------------------- | --------- | ------------------- | ----------------- | ---------- | -------- |
| Newell's Old Boys         | 3 - 1     | Tigre               | Newell's Old Boys | 18 de mayo |          |
| Quilmes                   | 3 - 2     | Sportivo Dock Sud   | Quilmes           | 18 de mayo |          |
| Los Andes                 | 1 - 0     | Temperley           | Los Andes         | 18 de mayo |          |
| Deportivo Morón           | 3 - 1     | Lanús               | Deportivo Morón   | 18 de mayo |          |
| San Telmo                 | 5 - 0     | Central Córdoba (R) | San Telmo         | 18 de mayo |          |
| Platense                  | 0 - 0     | Sarmiento           | Platense          | 18 de mayo |          |
| Nueva Chicago             | 1 - 1     | Deportivo Italiano  | Nueva Chicago     | 18 de mayo |          |
| Unión                     | 0 - 3     | Deportivo Español   | Unión             | 19 de mayo |          |
| Libre: Ferro Carril Oeste |           |                     |                   |            |          |

| Fecha 11             | Fecha 11  | Fecha 11           | Fecha 11            | Fecha 11   | Fecha 11 |
| Local                | Resultado | Visitante          | Estadio             | Fecha      |          |
| -------------------- | --------- | ------------------ | ------------------- | ---------- | -------- |
| Deportivo Italiano   | 2 - 1     | Platense           | Ferro Carril Oeste  | 25 de mayo |          |
| Sarmiento            | 3 - 0     | San Telmo          | Sarmiento           | 25 de mayo |          |
| Central Córdoba (R)  | 1 - 1     | Deportivo Morón    | Central Córdoba (R) | 25 de mayo |          |
| Lanús                | 4 - 2     | Los Andes          | Lanús               | 25 de mayo |          |
| Temperley            | 2 - 1     | Quilmes            | Temperley           | 25 de mayo |          |
| Sportivo Dock Sud    | 3 - 0     | Newell's Old Boys  | Sportivo Dock Sud   | 25 de mayo |          |
| Tigre                | 4 - 2     | Unión              | Tigre               | 25 de mayo |          |
| Deportivo Español    | 2 - 0     | Ferro Carril Oeste | Huracán             | 25 de mayo |          |
| Libre: Nueva Chicago |           |                    |                     |            |          |

| Fecha 12                 | Fecha 12  | Fecha 12            | Fecha 12           | Fecha 12   | Fecha 12 |
| Local                    | Resultado | Visitante           | Estadio            | Fecha      |          |
| ------------------------ | --------- | ------------------- | ------------------ | ---------- | -------- |
| Ferro Carril Oeste       | 2 - 0     | Tigre               | Ferro Carril Oeste | 1 de junio |          |
| Newell's Old Boys        | 0 - 2     | Temperley           | Newell's Old Boys  | 1 de junio |          |
| Quilmes                  | 2 - 0     | Lanús               | Quilmes            | 1 de junio |          |
| Los Andes                | 3 - 1     | Central Córdoba (R) | Los Andes          | 1 de junio |          |
| Deportivo Morón          | 2 - 2     | Sarmiento           | Deportivo Morón    | 1 de junio |          |
| San Telmo                | 4 - 1     | Deportivo Italiano  | San Telmo          | 1 de junio |          |
| Platense                 | 2 - 1     | Nueva Chicago       | Platense           | 1 de junio |          |
| Unión                    | 4 - 0     | Sportivo Dock Sud   | Unión              | 2 de junio |          |
| Libre: Deportivo Español |           |                     |                    |            |          |

| Fecha 13            | Fecha 13  | Fecha 13           | Fecha 13            | Fecha 13   | Fecha 13 |
| Local               | Resultado | Visitante          | Estadio             | Fecha      |          |
| ------------------- | --------- | ------------------ | ------------------- | ---------- | -------- |
| Nueva Chicago       | 2 - 0     | San Telmo          | Nueva Chicago       | 8 de junio |          |
| Deportivo Italiano  | 3 - 1     | Deportivo Morón    | Ferro Carril Oeste  | 8 de junio |          |
| Sarmiento           | 0 - 0     | Los Andes          | Sarmiento           | 8 de junio |          |
| Central Córdoba (R) | 1 - 2     | Quilmes            | Central Córdoba (R) | 8 de junio |          |
| Lanús               | 2 - 1     | Newell's Old Boys  | Lanús               | 8 de junio |          |
| Temperley           | 1 - 1     | Unión              | Temperley           | 8 de junio |          |
| Sportivo Dock Sud   | 2 - 1     | Ferro Carril Oeste | Sportivo Dock Sud   | 8 de junio |          |
| Tigre               | 2 - 6     | Deportivo Español  | Tigre               | 8 de junio |          |
| Libre: Platense     |           |                    |                     |            |          |

| Fecha 14           | Fecha 14  | Fecha 14            | Fecha 14           | Fecha 14    | Fecha 14 |
| Local              | Resultado | Visitante           | Estadio            | Fecha       |          |
| ------------------ | --------- | ------------------- | ------------------ | ----------- | -------- |
| Unión              | 1 - 0     | Lanús               | Unión              | 16 de junio |          |
| Deportivo Español  | 4 - 1     | Sportivo Dock Sud   | Huracán            | 22 de junio |          |
| Ferro Carril Oeste | 3 - 0     | Temperley           | Ferro Carril Oeste | 22 de junio |          |
| Newell's Old Boys  | 2 - 0     | Central Córdoba (R) | Newell's Old Boys  | 22 de junio |          |
| Quilmes            | 2 - 0     | Sarmiento           | Quilmes            | 22 de junio |          |
| Los Andes          | 7 - 3     | Deportivo Italiano  | Los Andes          | 22 de junio |          |
| Deportivo Morón    | 5 - 1     | Nueva Chicago       | Deportivo Morón    | 22 de junio |          |
| San Telmo          | 2 - 1     | Platense            | San Telmo          | 22 de junio |          |
| Libre: Tigre       |           |                     |                    |             |          |

| Fecha 15            | Fecha 15  | Fecha 15           | Fecha 15            | Fecha 15    | Fecha 15 |
| Local               | Resultado | Visitante          | Estadio             | Fecha       |          |
| ------------------- | --------- | ------------------ | ------------------- | ----------- | -------- |
| Platense            | 4 - 1     | Deportivo Morón    | Platense            | 29 de junio |          |
| Nueva Chicago       | 1 - 1     | Los Andes          | Nueva Chicago       | 29 de junio |          |
| Deportivo Italiano  | 1 - 0     | Quilmes            | Ferro Carril Oeste  | 29 de junio |          |
| Central Córdoba (R) | 2 - 1     | Unión              | Central Córdoba (R) | 29 de junio |          |
| Lanús               | 3 - 1     | Ferro Carril Oeste | Lanús               | 29 de junio |          |
| Temperley           | 1 - 1     | Deportivo Español  | Temperley           | 29 de junio |          |
| Sportivo Dock Sud   | 2 - 1     | Tigre              | Sportivo Dock Sud   | 29 de junio |          |
| Sarmiento           | 0 - 0     | Newell's Old Boys  | Sarmiento           | 30 de junio |          |
| Libre: San Telmo    |           |                    |                     |             |          |

| Fecha 16                 | Fecha 16  | Fecha 16            | Fecha 16           | Fecha 16    | Fecha 16 |
| Local                    | Resultado | Visitante           | Estadio            | Fecha       |          |
| ------------------------ | --------- | ------------------- | ------------------ | ----------- | -------- |
| Tigre                    | 1 - 2     | Temperley           | Tigre              | 13 de julio |          |
| Deportivo Español        | 1 - 4     | Lanús               | Huracán            | 13 de julio |          |
| Ferro Carril Oeste       | 3 - 0     | Central Córdoba (R) | Ferro Carril Oeste | 13 de julio |          |
| Newell's Old Boys        | 4 - 3     | Deportivo Italiano  | Newell's Old Boys  | 13 de julio |          |
| Quilmes                  | 0 - 1     | Nueva Chicago       | Quilmes            | 13 de julio |          |
| Los Andes                | 3 - 1     | Platense            | Los Andes          | 13 de julio |          |
| Deportivo Morón          | 1 - 2     | San Telmo           | Deportivo Morón    | 13 de julio |          |
| Unión                    | 1 - 1     | Sarmiento           | Unión              | 14 de julio |          |
| Libre: Sportivo Dock Sud |           |                     |                    |             |          |

| Fecha 17               | Fecha 17  | Fecha 17           | Fecha 17            | Fecha 17    | Fecha 17 |
| Local                  | Resultado | Visitante          | Estadio             | Fecha       |          |
| ---------------------- | --------- | ------------------ | ------------------- | ----------- | -------- |
| San Telmo              | 1 - 0     | Los Andes          | San Telmo           | 20 de julio |          |
| Platense               | 0 - 1     | Quilmes            | Platense            | 20 de julio |          |
| Nueva Chicago          | 4 - 2     | Newell's Old Boys  | Nueva Chicago       | 20 de julio |          |
| Deportivo Italiano     | 1 - 4     | Unión              | Ferro Carril Oeste  | 20 de julio |          |
| Central Córdoba (R)    | 1 - 1     | Deportivo Español  | Central Córdoba (R) | 20 de julio |          |
| Lanús                  | 2 - 0     | Tigre              | Lanús               | 20 de julio |          |
| Temperley              | 0 - 2     | Sportivo Dock Sud  | Temperley           | 20 de julio |          |
| Sarmiento              | 3 - 1     | Ferro Carril Oeste | Sarmiento           | 21 de julio |          |
| Libre: Deportivo Morón |           |                    |                     |             |          |

Segunda Rueda
| Fecha 18            | Fecha 18  | Fecha 18           | Fecha 18            | Fecha 18    | Fecha 18 |
| Local               | Resultado | Visitante          | Estadio             | Fecha       |          |
| ------------------- | --------- | ------------------ | ------------------- | ----------- | -------- |
| San Telmo           | 1 - 1     | Quilmes            | San Telmo           | 27 de julio |          |
| Lanús               | 4 - 1     | Sportivo Dock Sud  | Lanús               | 27 de julio |          |
| Deportivo Italiano  | 0 - 0     | Ferro Carril Oeste | Huracán             | 27 de julio |          |
| Nueva Chicago       | 0 - 1     | Unión              | Nueva Chicago       | 27 de julio |          |
| Platense            | 2 - 4     | Newell's Old Boys  | Platense            | 27 de julio |          |
| Deportivo Morón     | 1 - 1     | Los Andes          | Deportivo Morón     | 27 de julio |          |
| Central Córdoba (R) | 2 - 2     | Tigre              | Central Córdoba (R) | 28 de julio |          |
| Sarmiento           | 1 - 1     | Deportivo Español  | Sarmiento           | 28 de julio |          |
| Libre: Temperley    |           |                    |                     |             |          |

| Fecha 19           | Fecha 19  | Fecha 19            | Fecha 19           | Fecha 19     | Fecha 19 |
| Local              | Resultado | Visitante           | Estadio            | Fecha        |          |
| ------------------ | --------- | ------------------- | ------------------ | ------------ | -------- |
| Newell's Old Boys  | 3 - 2     | San Telmo           | Newell's Old Boys  | 3 de agosto  |          |
| Unión              | 3 - 0     | Platense            | Unión              | 4 de agosto  |          |
| Tigre              | 1 - 2     | Sarmiento           | Tigre              | 4 de agosto  |          |
| Ferro Carril Oeste | 2 - 1     | Nueva Chicago       | Ferro Carril Oeste | 10 de agosto |          |
| Deportivo Español  | 0 - 0     | Deportivo Italiano  | Huracán            | 10 de agosto |          |
| Sportivo Dock Sud  | 2 - 0     | Central Córdoba (R) | Sportivo Dock Sud  | 10 de agosto |          |
| Temperley          | 1 - 0     | Lanús               | Temperley          | 10 de agosto |          |
| Quilmes            | 1 - 1     | Deportivo Morón     | Quilmes            | 10 de agosto |          |
| Libre: Los Andes   |           |                     |                    |              |          |

| Fecha 20            | Fecha 20  | Fecha 20           | Fecha 20            | Fecha 20     | Fecha 20 |
| Local               | Resultado | Visitante          | Estadio             | Fecha        |          |
| ------------------- | --------- | ------------------ | ------------------- | ------------ | -------- |
| Platense            | 0 - 2     | Ferro Carril Oeste | Platense            | 17 de agosto |          |
| Nueva Chicago       | 1 - 0     | Deportivo Español  | Nueva Chicago       | 17 de agosto |          |
| Deportivo Italiano  | 2 - 0     | Tigre              | Ferro Carril Oeste  | 17 de agosto |          |
| Central Córdoba (R) | 0 - 1     | Temperley          | Central Córdoba (R) | 17 de agosto |          |
| Los Andes           | 3 - 1     | Quilmes            | Los Andes           | 17 de agosto |          |
| Deportivo Morón     | 2 - 2     | Newell's Old Boys  | Deportivo Morón     | 17 de agosto |          |
| San Telmo           | 3 - 2     | Unión              | San Telmo           | 17 de agosto |          |
| Sarmiento           | 2 - 0     | Sportivo Dock Sud  | Sarmiento           | 18 de agosto |          |
| Libre: Lanús        |           |                    |                     |              |          |

| Fecha 21           | Fecha 21  | Fecha 21            | Fecha 21           | Fecha 21     | Fecha 21 |
| Local              | Resultado | Visitante           | Estadio            | Fecha        |          |
| ------------------ | --------- | ------------------- | ------------------ | ------------ | -------- |
| Ferro Carril Oeste | 0 - 1     | San Telmo           | Ferro Carril Oeste | 24 de agosto |          |
| Deportivo Español  | 1 - 2     | Platense            | Huracán            | 24 de agosto |          |
| Tigre              | 2 - 2     | Nueva Chicago       | Tigre              | 24 de agosto |          |
| Sportivo Dock Sud  | 2 - 1     | Deportivo Italiano  | Sportivo Dock Sud  | 24 de agosto |          |
| Lanús              | 0 - 2     | Central Córdoba (R) | Lanús              | 24 de agosto |          |
| Newell's Old Boys  | 2 - 1     | Los Andes           | Newell's Old Boys  | 24 de agosto |          |
| Temperley          | 1 - 1     | Sarmiento           | Temperley          | 24 de agosto |          |
| Unión              | 1 - 0     | Deportivo Morón     | Unión              | 25 de agosto |          |
| Libre: Quilmes     |           |                     |                    |              |          |

| Fecha 22                   | Fecha 22  | Fecha 22           | Fecha 22           | Fecha 22         | Fecha 22 |
| Local                      | Resultado | Visitante          | Estadio            | Fecha            |          |
| -------------------------- | --------- | ------------------ | ------------------ | ---------------- | -------- |
| Deportivo Italiano         | 1 - 1     | Temperley          | Ferro Carril Oeste | 31 de agosto     |          |
| Sarmiento                  | 2 - 1     | Lanús              | Sarmiento          | 1 de septiembre  |          |
| Nueva Chicago              | 4 - 2     | Sportivo Dock Sud  | Nueva Chicago      | 14 de septiembre |          |
| Platense                   | 5 - 1     | Tigre              | Platense           | 14 de septiembre |          |
| San Telmo                  | 1 - 0     | Deportivo Español  | San Telmo          | 14 de septiembre |          |
| Deportivo Morón            | 0 - 2     | Ferro Carril Oeste | Deportivo Morón    | 14 de septiembre |          |
| Los Andes                  | 1 - 3     | Unión              | Los Andes          | 14 de septiembre |          |
| Quilmes                    | 0 - 1     | Newell's Old Boys  | Quilmes            | 14 de septiembre |          |
| Libre: Central Córdoba (R) |           |                    |                    |                  |          |

| Fecha 23                 | Fecha 23  | Fecha 23           | Fecha 23            | Fecha 23         | Fecha 23 |
| Local                    | Resultado | Visitante          | Estadio             | Fecha            |          |
| ------------------------ | --------- | ------------------ | ------------------- | ---------------- | -------- |
| Ferro Carril Oeste       | 0 - 1     | Los Andes          | Ferro Carril Oeste  | 21 de septiembre |          |
| Deportivo Español        | 1 - 0     | Deportivo Morón    | Huracán             | 21 de septiembre |          |
| Tigre                    | 1 - 2     | San Telmo          | Tigre               | 21 de septiembre |          |
| Sportivo Dock Sud        | 2 - 2     | Platense           | Sportivo Dock Sud   | 21 de septiembre |          |
| Temperley                | 3 - 0     | Nueva Chicago      | Temperley           | 21 de septiembre |          |
| Lanús                    | 1 - 0     | Deportivo Italiano | Lanús               | 21 de septiembre |          |
| Central Córdoba (R)      | 1 - 0     | Sarmiento          | Central Córdoba (R) | 21 de septiembre |          |
| Unión                    | 3 - 0     | Quilmes            | Unión               | 22 de septiembre |          |
| Libre: Newell's Old Boys |           |                    |                     |                  |          |

| Fecha 24           | Fecha 24  | Fecha 24            | Fecha 24           | Fecha 24         | Fecha 24 |
| Local              | Resultado | Visitante           | Estadio            | Fecha            |          |
| ------------------ | --------- | ------------------- | ------------------ | ---------------- | -------- |
| Deportivo Italiano | 2 - 0     | Central Córdoba (R) | Ferro Carril Oeste | 28 de septiembre |          |
| Nueva Chicago      | 4 - 2     | Lanús               | Nueva Chicago      | 28 de septiembre |          |
| Platense           | 3 - 3     | Temperley           | Platense           | 28 de septiembre |          |
| San Telmo          | 2 - 0     | Sportivo Dock Sud   | San Telmo          | 28 de septiembre |          |
| Deportivo Morón    | 3 - 1     | Tigre               | Deportivo Morón    | 28 de septiembre |          |
| Los Andes          | 2 - 0     | Deportivo Español   | Los Andes          | 28 de septiembre |          |
| Quilmes            | 0 - 6     | Ferro Carril Oeste  | Quilmes            | 28 de septiembre |          |
| Newell's Old Boys  | 0 - 1     | Unión               | Newell's Old Boys  | 29 de septiembre |          |
| Libre: Sarmiento   |           |                     |                    |                  |          |

| Fecha 25            | Fecha 25  | Fecha 25           | Fecha 25            | Fecha 25     | Fecha 25 |
| Local               | Resultado | Visitante          | Estadio             | Fecha        |          |
| ------------------- | --------- | ------------------ | ------------------- | ------------ | -------- |
| Ferro Carril Oeste  | 2 - 0     | Newell's Old Boys  | Ferro Carril Oeste  | 5 de octubre |          |
| Deportivo Español   | 1 - 1     | Quilmes            | Huracán             | 5 de octubre |          |
| Tigre               | 3 - 0     | Los Andes          | Tigre               | 5 de octubre |          |
| Sportivo Dock Sud   | 3 - 3     | Deportivo Morón    | Sportivo Dock Sud   | 5 de octubre |          |
| Temperley           | 0 - 1     | San Telmo          | Temperley           | 5 de octubre |          |
| Lanús               | 0 - 3     | Platense           | Lanús               | 5 de octubre |          |
| Central Córdoba (R) | 0 - 1     | Nueva Chicago      | Central Córdoba (R) | 5 de octubre |          |
| Sarmiento           | 1 - 1     | Deportivo Italiano | Sarmiento           | 6 de octubre |          |
| Libre: Unión        |           |                    |                     |              |          |

| Fecha 26                  | Fecha 26  | Fecha 26            | Fecha 26          | Fecha 26      | Fecha 26 |
| Local                     | Resultado | Visitante           | Estadio           | Fecha         |          |
| ------------------------- | --------- | ------------------- | ----------------- | ------------- | -------- |
| Nueva Chicago             | 2 - 3     | Sarmiento           | Nueva Chicago     | 11 de octubre |          |
| Platense                  | 7 - 2     | Central Córdoba (R) | Platense          | 11 de octubre |          |
| San Telmo                 | 1 - 1     | Lanús               | San Telmo         | 11 de octubre |          |
| Los Andes                 | 4 - 0     | Sportivo Dock Sud   | Los Andes         | 11 de octubre |          |
| Quilmes                   | 3 - 1     | Tigre               | Quilmes           | 11 de octubre |          |
| Deportivo Morón           | 0 - 0     | Temperley           | Deportivo Morón   | 12 de octubre |          |
| Newell's Old Boys         | 2 - 2     | Deportivo Español   | Newell's Old Boys | 12 de octubre |          |
| Unión                     | 0 - 0     | Ferro Carril Oeste  | Unión             | 13 de octubre |          |
| Libre: Deportivo Italiano |           |                     |                   |               |          |

| Fecha 27                  | Fecha 27  | Fecha 27          | Fecha 27            | Fecha 27      | Fecha 27 |
| Local                     | Resultado | Visitante         | Estadio             | Fecha         |          |
| ------------------------- | --------- | ----------------- | ------------------- | ------------- | -------- |
| Deportivo Español         | 0 - 1     | Unión             | Huracán             | 19 de octubre |          |
| Tigre                     | 0 - 4     | Newell's Old Boys | Tigre               | 19 de octubre |          |
| Sportivo Dock Sud         | 3 - 2     | Quilmes           | Sportivo Dock Sud   | 19 de octubre |          |
| Temperley                 | 2 - 1     | Los Andes         | Temperley           | 19 de octubre |          |
| Lanús                     | 2 - 1     | Deportivo Morón   | Lanús               | 19 de octubre |          |
| Central Córdoba (R)       | 4 - 0     | San Telmo         | Central Córdoba (R) | 19 de octubre |          |
| Sarmiento                 | 1 - 0     | Platense          | Sarmiento           | 19 de octubre |          |
| Deportivo Italiano        | 4 - 6     | Nueva Chicago     | Ferro Carril Oeste  | 19 de octubre |          |
| Libre: Ferro Carril Oeste |           |                   |                     |               |          |

| Fecha 28             | Fecha 28  | Fecha 28            | Fecha 28           | Fecha 28      | Fecha 28 |
| Local                | Resultado | Visitante           | Estadio            | Fecha         |          |
| -------------------- | --------- | ------------------- | ------------------ | ------------- | -------- |
| Platense             | 3 - 1     | Deportivo Italiano  | Platense           | 26 de octubre |          |
| San Telmo            | 0 - 2     | Sarmiento           | San Telmo          | 26 de octubre |          |
| Deportivo Morón      | 5 - 1     | Central Córdoba (R) | Deportivo Morón    | 26 de octubre |          |
| Los Andes            | 1 - 2     | Lanús               | Los Andes          | 26 de octubre |          |
| Quilmes              | 0 - 1     | Temperley           | Quilmes            | 26 de octubre |          |
| Newell's Old Boys    | 2 - 1     | Sportivo Dock Sud   | Newell's Old Boys  | 26 de octubre |          |
| Ferro Carril Oeste   | 3 - 0     | Deportivo Español   | Ferro Carril Oeste | 26 de octubre |          |
| Unión                | 1 - 1     | Tigre               | Unión              | 27 de octubre |          |
| Libre: Nueva Chicago |           |                     |                    |               |          |

| Fecha 29                 | Fecha 29  | Fecha 29           | Fecha 29            | Fecha 29       | Fecha 29 |
| Local                    | Resultado | Visitante          | Estadio             | Fecha          |          |
| ------------------------ | --------- | ------------------ | ------------------- | -------------- | -------- |
| Tigre                    | 2 - 2     | Ferro Carril Oeste | Tigre               | 2 de noviembre |          |
| Sportivo Dock Sud        | 2 - 2     | Unión              | Sportivo Dock Sud   | 2 de noviembre |          |
| Temperley                | 4 - 2     | Newell's Old Boys  | Temperley           | 2 de noviembre |          |
| Lanús                    | 2 - 1     | Quilmes            | Lanús               | 2 de noviembre |          |
| Central Córdoba (R)      | 1 - 0     | Los Andes          | Central Córdoba (R) | 2 de noviembre |          |
| Sarmiento                | 0 - 0     | Deportivo Morón    | Sarmiento           | 2 de noviembre |          |
| Deportivo Italiano       | 0 - 2     | San Telmo          | Ferro Carril Oeste  | 2 de noviembre |          |
| Nueva Chicago            | 1 - 2     | Platense           | Nueva Chicago       | 2 de noviembre |          |
| Libre: Deportivo Español |           |                    |                     |                |          |

| Fecha 30           | Fecha 30  | Fecha 30            | Fecha 30           | Fecha 30        | Fecha 30 |
| Local              | Resultado | Visitante           | Estadio            | Fecha           |          |
| ------------------ | --------- | ------------------- | ------------------ | --------------- | -------- |
| Newell's Old Boys  | 1 - 0     | Lanús               | Newell's Old Boys  | 9 de noviembre  |          |
| Unión              | 4 - 1     | Temperley           | Unión              | 9 de noviembre  |          |
| San Telmo          | 2 - 0     | Nueva Chicago       | San Telmo          | 11 de noviembre |          |
| Deportivo Morón    | 1 - 2     | Deportivo Italiano  | Deportivo Morón    | 11 de noviembre |          |
| Los Andes          | 0 - 5     | Sarmiento           | Los Andes          | 11 de noviembre |          |
| Quilmes            | 2 - 2     | Central Córdoba (R) | Quilmes            | 11 de noviembre |          |
| Ferro Carril Oeste | 7 - 1     | Sportivo Dock Sud   | Ferro Carril Oeste | 11 de noviembre |          |
| Deportivo Español  | 4 - 0     | Tigre               | Huracán            | 11 de noviembre |          |
| Libre: Platense    |           |                     |                    |                 |          |

| Fecha 31            | Fecha 31  | Fecha 31           | Fecha 31            | Fecha 31        | Fecha 31 |
| Local               | Resultado | Visitante          | Estadio             | Fecha           |          |
| ------------------- | --------- | ------------------ | ------------------- | --------------- | -------- |
| Sportivo Dock Sud   | 3 - 4     | Deportivo Español  | Sportivo Dock Sud   | 16 de noviembre |          |
| Temperley           | 1 - 4     | Ferro Carril Oeste | Temperley           | 16 de noviembre |          |
| Lanús               | 0 - 0     | Unión              | Lanús               | 16 de noviembre |          |
| Central Córdoba (R) | 1 - 2     | Newell's Old Boys  | Central Córdoba (R) | 16 de noviembre |          |
| Sarmiento           | 4 - 1     | Quilmes            | Sarmiento           | 16 de noviembre |          |
| Deportivo Italiano  | 6 - 0     | Los Andes          | Ferro Carril Oeste  | 16 de noviembre |          |
| Nueva Chicago       | 2 - 4     | Deportivo Morón    | Nueva Chicago       | 16 de noviembre |          |
| Platense            | 2 - 1     | San Telmo          | Platense            | 16 de noviembre |          |
| Libre: Tigre        |           |                    |                     |                 |          |

| Fecha 32           | Fecha 32  | Fecha 32            | Fecha 32           | Fecha 32        | Fecha 32 |
| Local              | Resultado | Visitante           | Estadio            | Fecha           |          |
| ------------------ | --------- | ------------------- | ------------------ | --------------- | -------- |
| Deportivo Morón    | 0 - 2     | Platense            | Deportivo Morón    | 23 de noviembre |          |
| Los Andes          | 2 - 0     | Nueva Chicago       | Los Andes          | 23 de noviembre |          |
| Quilmes            | 2 - 1     | Deportivo Italiano  | Quilmes            | 23 de noviembre |          |
| Newell's Old Boys  | 0 - 0     | Sarmiento           | Newell's Old Boys  | 23 de noviembre |          |
| Unión              | 2 - 0     | Central Córdoba (R) | Unión              | 23 de noviembre |          |
| Ferro Carril Oeste | 1 - 1     | Lanús               | Ferro Carril Oeste | 23 de noviembre |          |
| Deportivo Español  | 2 - 0     | Temperley           | Huracán            | 23 de noviembre |          |
| Tigre              | 6 - 1     | Sportivo Dock Sud   | Tigre              | 23 de noviembre |          |
| Libre: San Telmo   |           |                     |                    |                 |          |

| Fecha 33                 | Fecha 33  | Fecha 33           | Fecha 33            | Fecha 33        | Fecha 33 |
| Local                    | Resultado | Visitante          | Estadio             | Fecha           |          |
| ------------------------ | --------- | ------------------ | ------------------- | --------------- | -------- |
| Platense                 | 5 - 0     | Los Andes          | Platense            | 29 de noviembre |          |
| Temperley                | 6 - 0     | Tigre              | Temperley           | 30 de noviembre |          |
| Lanús                    | 2 - 2     | Deportivo Español  | Lanús               | 30 de noviembre |          |
| Central Córdoba (R)      | 1 - 3     | Ferro Carril Oeste | Central Córdoba (R) | 30 de noviembre |          |
| Sarmiento                | 0 - 1     | Unión              | Sarmiento           | 30 de noviembre |          |
| Deportivo Italiano       | 2 - 3     | Newell's Old Boys  | Ferro Carril Oeste  | 30 de noviembre |          |
| Nueva Chicago            | 7 - 2     | Quilmes            | Nueva Chicago       | 30 de noviembre |          |
| San Telmo                | 5 - 4     | Deportivo Morón    | San Telmo           | 30 de noviembre |          |
| Libre: Sportivo Dock Sud |           |                    |                     |                 |          |

| Fecha 34               | Fecha 34  | Fecha 34            | Fecha 34           | Fecha 34       | Fecha 34 |
| Local                  | Resultado | Visitante           | Estadio            | Fecha          |          |
| ---------------------- | --------- | ------------------- | ------------------ | -------------- | -------- |
| Los Andes              | 0 - 1     | San Telmo           | Los Andes          | 7 de diciembre |          |
| Quilmes                | 2 - 0     | Platense            | Quilmes            | 7 de diciembre |          |
| Newell's Old Boys      | 2 - 2     | Nueva Chicago       | Newell's Old Boys  | 7 de diciembre |          |
| Unión                  | 5 - 0     | Deportivo Italiano  | Unión              | 7 de diciembre |          |
| Ferro Carril Oeste     | 1 - 2     | Sarmiento           | Ferro Carril Oeste | 7 de diciembre |          |
| Deportivo Español      | 3 - 0     | Central Córdoba (R) | Huracán            | 7 de diciembre |          |
| Tigre                  | 1 - 1     | Lanús               | Tigre              | 7 de diciembre |          |
| Sportivo Dock Sud      | 2 - 10    | Temperley           | Sportivo Dock Sud  | 7 de diciembre |          |
| Libre: Deportivo Morón |           |                     |                    |                |          |

| 1. 2. 3. |

## Desempate por el campeonato
Los cuatro equipos igualados en el primer lugar de la tabla de posiciones disputaron un cuadrangular todos contra todos en estadios neutrales cuyo ganador se consagró campeón y obtuvo el único ascenso.
| Pos. | Equipo             | Pts. | PJ | PG | PE | PP | GF | GC | Dif. |
| ---- | ------------------ | ---- | -- | -- | -- | -- | -- | -- | ---- |
| 1.º  | Ferro Carril Oeste | 6    | 3  | 3  | 0  | 0  | 6  | 1  | 5    |
| 2.º  | Unión              | 2    | 3  | 1  | 0  | 2  | 6  | 5  | 1    |
| 3.º  | San Telmo          | 2    | 3  | 1  | 0  | 2  | 5  | 7  | −2   |
| 4.º  | Sarmiento (J)      | 2    | 3  | 1  | 0  | 2  | 3  | 7  | −4   |

|  | Se consagró campeón y ascendió a la Primera División. |

### Resultados
| Fecha 1            | Fecha 1   | Fecha 1       | Fecha 1      | Fecha 1         | Fecha 1 |
| Local              | Resultado | Visitante     | Estadio      | Fecha           |         |
| ------------------ | --------- | ------------- | ------------ | --------------- | ------- |
| San Telmo          | 3 - 2     | Unión         | Atlanta      | 14 de diciembre |         |
| Ferro Carril Oeste | 2 - 0     | Sarmiento (J) | El Gasómetro | 14 de diciembre |         |

| Fecha 2       | Fecha 2   | Fecha 2            | Fecha 2 | Fecha 2         | Fecha 2 |
| Local         | Resultado | Visitante          | Estadio | Fecha           |         |
| ------------- | --------- | ------------------ | ------- | --------------- | ------- |
| Sarmiento (J) | 2 - 1     | San Telmo          | Atlanta | 21 de diciembre |         |
| Unión         | 0 - 1     | Ferro Carril Oeste | Huracán | 21 de diciembre |         |

| Fecha 3            | Fecha 3   | Fecha 3       | Fecha 3                  | Fecha 3         | Fecha 3 |
| Local              | Resultado | Visitante     | Estadio                  | Fecha           |         |
| ------------------ | --------- | ------------- | ------------------------ | --------------- | ------- |
| Ferro Carril Oeste | 3 - 1     | San Telmo     | El Gasómetro             | 28 de diciembre |         |
| Unión              | 4 - 1     | Sarmiento (J) | Manuela Pedraza y Crámer | 28 de diciembre |         |

## Tabla de descenso
| Pos  | Equipo              | Promedio | 1961 | 1962 | 1963 | Total | PJ  |
| ---- | ------------------- | -------- | ---- | ---- | ---- | ----- | --- |
| 1.º  | Ferro Carril Oeste  | 1,312    | -    | -    | 42   | 42    | 32  |
| 2.º  | Platense            | 1,210    | 41   | 43   | 37   | 121   | 100 |
| 3.º  | Quilmes             | 1,106    | 45   | -    | 28   | 73    | 66  |
| 4.º  | San Telmo           | 1,106    | -    | 31   | 42   | 73    | 66  |
| 5.º  | Deportivo Español   | 1,100    | 34   | 41   | 35   | 110   | 100 |
| 6.º  | Unión               | 1,100    | 34   | 34   | 42   | 110   | 100 |
| 7.º  | Newell’s Old Boys   | 1,080    | 36   | 36   | 36   | 108   | 100 |
| 8.º  | Sarmiento (J)       | 1,080    | 33   | 33   | 42   | 108   | 100 |
| 9.º  | Deportivo Morón     | 0,980    | 30   | 37   | 31   | 98    | 100 |
| 10.º | Temperley           | 0,980    | 30   | 33   | 35   | 98    | 100 |
| 11.º | Nueva Chicago       | 0,960    | 44   | 26   | 26   | 96    | 100 |
| 12.º | Lanús               | 0,939    | -    | 32   | 30   | 62    | 66  |
| 13.º | Los Andes           | 0,939    | -    | 34   | 28   | 62    | 66  |
| 14.º | Dock Sud            | 0,930    | 35   | 35   | 23   | 93    | 100 |
| 15.º | A.C.I.A             | 0,875    | -    | -    | 28   | 28    | 32  |
| 16.º | Central Córdoba (R) | 0,870    | 33   | 30   | 24   | 87    | 100 |
| 17.º | Tigre               | 0,850    | 35   | 35   | 15   | 85    | 100 |

|  |                                                                                           |
|  | Debía descender a la Primera C. Por la suspensión de los descensos conservó la categoría. |

## Goleadores
| Jugador                | Equipo              | Goles |
| ---------------------- | ------------------- | ----- |
| Orlando Ruiz           | Unión               | 25    |
| Antonio Poggi          | San Telmo           | 22    |
| Rubén Emilio Fernández | Ferro Carril Oeste  | 21    |
| Eduardo Senés          | Platense            | 21    |
| Américo Rovere         | Central Córdoba (R) | 18    |
| Manuel Marcil Suárez   | Sarmiento (J)       | 18    |
| Horacio Vadell         | Deportivo Morón     | 18    |